# Бутиня
Бутиня (Бутинька) — річка в Московській області Росії, ліва притока річки Десни.
Бере початок у болотах на захід від міста Голіцине Одінцовського району, між станціями Голіцине і Сушкінська. Протікає через село Бутинь, назване за іменем річки, і села Сивково.
У верхів'ях тече по великому болоту і спрямлена каналом. Нижче Білоруської залізниці на берегах річки чергуються безлісні місця і заболочений ліс. Туристського значення не має.
Біля селища міського типу Калининець Наро-Фомінського району, в 4 км на північ від платформи Селятіно Київського напрямку МЗ, Бутиня зливається з річкою Пахоркою, утворюючи річку Десну.
Довжина — 11 км, глибина — 0,3—2,5 м, ширина — 1,5—7 м, швидкість течії — 0,2—0,5 м/с. Рівнинного типу. Живлення переважно снігове.